# Унушка
Унушка (ительм. Енуж) — река на полуострове Камчатка в России. Длина реки — 84 км. Площадь водосборного бассейна — 316 км².
Протекает по территории Соболевского района Камчатского края. Впадает в Охотское море.
Водосборный бассейн Унушки граничит с бассейнами реки Удова (на севере) и бассейном реки Тежмач (на юге).
По данным государственного водного реестра России относится к Анадыро-Колымскому бассейновому округу.